# 63e Assemblée générale de l'Île-du-Prince-Édouard
La 63e Assemblée générale de l'Île-du-Prince-Édouard fut en séance du 6 juillet 2007 au 13 mai 2011. Le Parti Libéral dirigé par Robert Ghiz forma le gouvernement.
Kathleen Casey fut élue présidente.
Il y eut quatre sessions à la 63e Assemblée générale :
| Session | Début            | Fin               |
| ------- | ---------------- | ----------------- |
| 1re     | 6 juillet 2007   | 1er novembre 2007 |
| 2e      | 4 avril 2008     | 15 mai 2009       |
| 3e      | 12 novembre 2009 | 19 mai 2010       |
| 4e      | 12 novembre 2010 | 13 mai 2011       |

## Membres
| Circonscription             | Circonscription | Membre de l'assemblée | Parti        |
| --------------------------- | --------------- | --------------------- | ------------ |
| Alberton-Roseville          |                 | Pat Murphy            | Libéral      |
| Belfast-Murray River        |                 | Charlie McGeoghegan   | Libéral      |
| Borden-Kinkora              |                 | George Webster        | Libéral      |
| Charlottetown-Brighton      |                 | Robert Ghiz           | Libéral      |
| Charlottetown-Lewis Point   |                 | Kathleen Casey        | Libéral      |
| Charlottetown-Parkdale      |                 | Doug Currie           | Libéral      |
| Charlottetown-Sherwood      |                 | Robert Mitchell       | Libéral      |
| Charlottetown-Victoria Park |                 | Richard Brown         | Libéral      |
| Cornwall-Meadowbank         |                 | Ron MacKinley         | Libéral      |
| Evangeline-Miscouche        |                 | Sonny Gallant         | Libéral      |
| Georgetown-St. Peters       |                 | Michael Currie        | Conservateur |
| Kellys Cross-Cumberland     |                 | Valerie Docherty      | Libéral      |
| Kensington-Malpeque         |                 | Wes Sheridan          | Libéral      |
| Montague-Kilmuir            |                 | Jim Bagnall           | Conservateur |
| Morell-Mermaid              |                 | Olive Crane           | Conservateur |
| O'Leary-Inverness           |                 | Robert Henderson      | Libéral      |
| Rustico-Emerald             |                 | Carolyn Bertram       | Libéral      |
| Souris-Elmira               |                 | Allan Campbell        | Libéral      |
| Stratford-Kinlock           |                 | Cynthia Dunsford      | Libéral      |
| Summerside-St. Eleanors     |                 | Gerard Greenan        | Libéral      |
| Summerside-Wilmot           |                 | Janice Sherry         | Libéral      |
| Tignish-Palmer Road         |                 | Neil LeClair          | Libéral      |
| Tracadie-Hillsborough Park  |                 | Buck Watts            | Libéral      |
| Tyne Valley-Linkletter      |                 | Paula Biggar          | Libéral      |
| Vernon River-Stratford      |                 | Alan McIsaac          | Libéral      |
| West Royalty-Springvale     |                 | Bush Dumville         | Libéral      |
| York-Oyster Bed             |                 | Robert Vessey         | Libéral      |

## Classement des partis

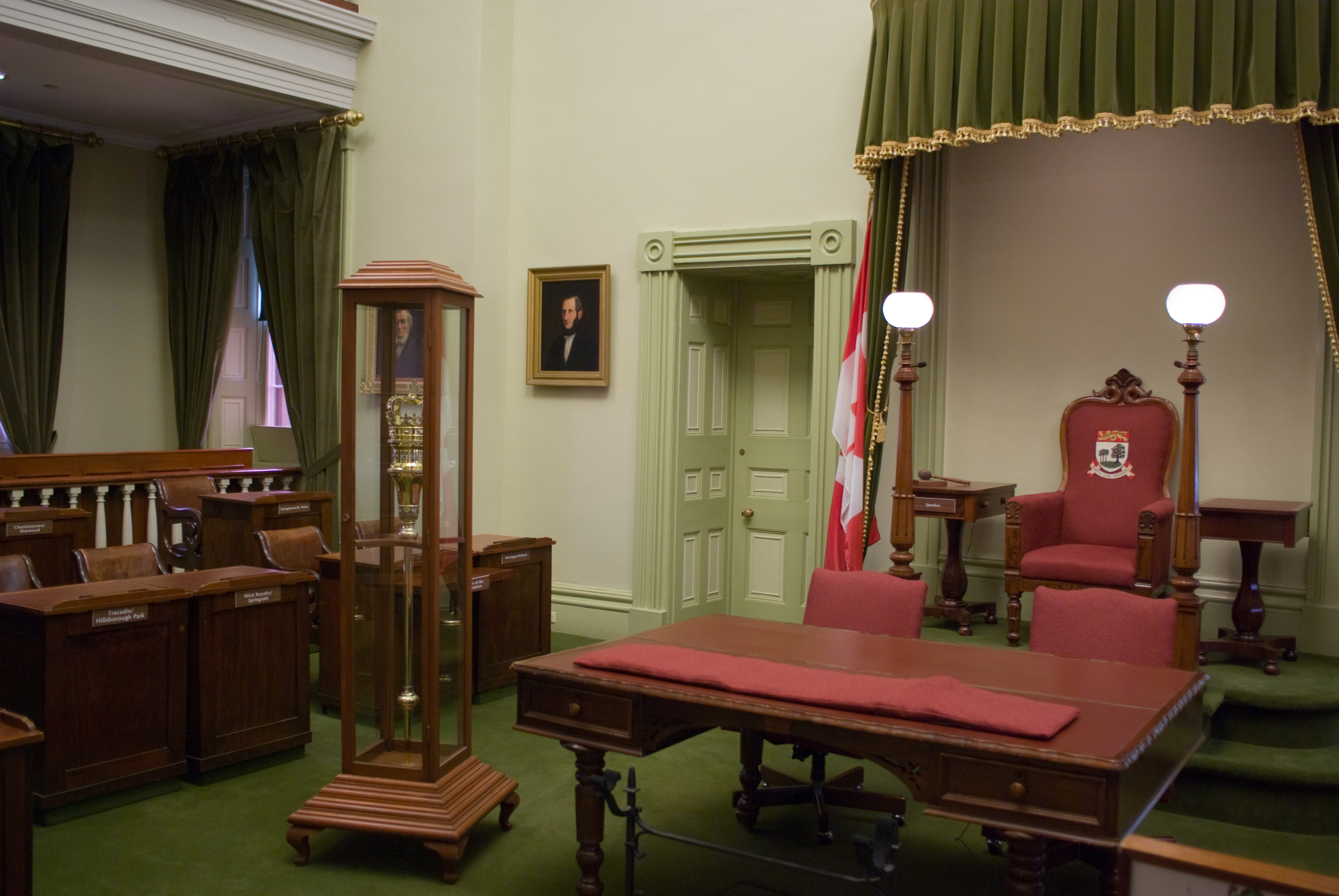
Legislative Assembly Chamber

| **** | * | **** | **** | **** | * | **** | **** | ** | **** | **** |

| **** | * | **** | **** | * | **** | **** | * | **** | **** | * | **** |

| **** |
| **** |
| **** |

| **** | * | **** | **** | * | **** | **** | **** | * | **** | **** |

| **** | * | **** | **** | * | **** | **** | * | **** | **** | **** |